# 馬艾卜耶德區

35°12′24″N 8°10′11″E / 35.20667°N 8.16972°E
馬艾卜耶德區（阿拉伯语：‎），是阿爾及利亞的行政區，位於該國東北部，由泰貝薩省負責管轄，首府設於馬艾卜耶德，面積602平方公里，2008年人口16,168，人口密度每平方公里27人。